# Gabriel Priolli
Gabriel Priolli Netto (São Paulo, 28 de fevereiro de 1953) é um jornalista, diretor de televisão, professor e consultor político brasileiro.
Paulistano descendente de italianos e espanhóis, Gabriel Priolli Netto criou-se entre a capital paulista e a estância de Atibaia, 60 km ao norte. Filho de Salvador Priolli Netto e Bianca Vera Priolli, fez toda a sua educação em escolas públicas: Instituto de Educação Caetano de Campos (ensino fundamental), Escola Preparatória de Cadetes da Aeronáutica e Colégio Pedro II (segundo grau), Escola de Comunicações e Artes da Universidade de São Paulo (formação superior, no grau de bacharel em jornalismo).

## Carreira profissional
Iniciou a vida profissional aos dezoito anos, na área de publicidade, atuando como redator e posteriormente diretor de criação nas agências Salles & Florence Propaganda, e JG Propaganda, ambas de São Paulo-SP. Em abril de 1975, reorientou a carreira para o jornalismo e a televisão, atividades nas quais exerceu múltiplas funções, em diversos veículos. Começou como repórter na TV Cultura, onde chegou por indicação de Paulo Roberto Leandro e Cremilda Medina, seus mestres e orientadores na USP.
Posteriormente, foi colunista, repórter e crítico de televisão na Folha de S. Paulo, crítico no O Estado de S. Paulo, no Jornal da Tarde, na Carta Capital e na Época. Foi editor de televisão na Veja. Foi também diretor de redação da revista Imprensa e editor-chefe da revista Gallery. Escreveu ainda sobre mídia para para o jornal Publimetro.
Foi editor do Jornal Nacional e editor-chefe do telejornal São Paulo Já, da Rede Globo. Trabalhou ainda como diretor na Rede Bandeirantes, editor-chefe na Rede Record e diretor-executivo de jornalismo da TV Gazeta de São Paulo.
Foi apresentador do programa diário Opinião Brasil, na TV Cultura, onde também dirigiu o programa Vitrine e coordenou os Núcleos de Conteúdo e Qualidade (responsáveis pela programação da emissora), a área de Expansão e Rede, e o Jornalismo. Foi apresentador do programa semanal Imprensa na TV, na Rede 21 de São Paulo.
Implantou e dirigiu o Canal Universitário de São Paulo. Foi diretor-geral da TV PUC, a produtora de audiovisual educativo da Pontifícia Universidade Católica de São Paulo, onde também atuou como professor no Departamento de Jornalismo. Outras instituições de ensino onde lecionou foram a Fundação Armando Álvares Penteado (FAAP) e as Faculdades Integradas Alcântara Machado (FIAM). Foi também supervisor-geral da TV São Marcos, da Universidade São Marcos.
Assessorou a ACERP-Associação de Comunicação Educativa Roquette Pinto, com responsabilidade sobre a programação da TV Escola, do Ministério da Educação, e da TV INES, do Instituto Nacional de Educação de Surdos. Atuou como diretor de conteúdo no CENPEC - Centro de Estudos e Pesquisas em Educação, Cultura e Ação Comunitária.
Foi membro do Conselho de Comunicação Social do Congresso Nacional, do Conselho Superior do Cinema (Ministério da Cultura) e do Comitê Consultivo do Sistema Brasileiro de TV Digital (Ministério das Comunicações).
Também presidiu a TAL - Televisão América Latina, plataforma de televisão cultural online de alcance internacional, programada cooperativamente por vinte países latino-americanos. E foi diretor de conteúdo da Fabrika Filmes, de Brasília-DF, com trabalhos na área de comunicação política e institucional, jornalismo e televisão.
Atualmente, é consultor de comunicação. Também é presidente de honra da ABTU-Associação Brasileira de Televisão Universitária, entidade que fundou e presidiu por dez anos, e conselheiro do ICAB - Instituto de Conteúdos Audiovisuais Brasileiros.
Desde 1984 dirige programas políticos e eleitorais, com trabalhos para o PT, PMDB, PFL, PPS, PSB e PSDB.
Entre outros livros e artigos, publicou O Campeão de Audiência, biografia de Walter Clark; A Deusa Ferida, estudo sobre a queda de audiência da Rede Globo; e A Sintonia do Sucesso, sobre empreendedores do rádio e da publicidade. 
Recebeu o Prêmio Esso de Jornalismo na categoria Informação Cultural em 1988.